# 221908 Agastrophus
221908 Agastrophus è un asteroide troiano di Giove del campo greco. Scoperto nel 2008, presenta un'orbita caratterizzata da un semiasse maggiore pari a 5,1055806 au e da un'eccentricità di 0,0659046, inclinata di 7,34662° rispetto all'eclittica.
L'asteroide è dedicato ad Agastrofo.